# Timeless Miracle
Timeless Miracle je švédská powermetalová hudební skupina založená pod jménem Trapped v roce 1995 ve městě Malmö hudebníky Mikaelem Holstem (zpěv, basa), Fredrikem Nilssonem (kytara, klávesy) a Kimem Widforsem (bicí). Po odehrání pár koncertů v Malmö se Widfors rozhodl odejít na barmanskou školu do Anglie, což způsobilo rozpad kapely. Holst s Nilssonem se následně v roce 2001 rozhodli její činnost obnovit a během let 2002–2004 nahráli a vydali tři demo alba. Ke skupině, která se v roce 2004 přejmenovala na Timeless Miracle, se připojili kytarista Sten Möller a bubeník Jaime Salazar.
V roce 2005 vyšlo přes vydavatelství Massacre Records debutové album Into the Enchanted Chamber. To se setkalo s kladným hodnocením ze strany powermetalových fanoušků a hudebních kritiků; členové skupiny byli nazýváni pokračovateli žánru, který hráli úspěšné kapely jako Stratovarius, Sonata Arctica nebo Edguy. Po vydání desky začala kapela natáčet další album, objevili se ovšem technické problémy, došlo k odchodu Möllera a Salazara, přičemž posledního jmenované nahradil vracející se Widfors a Timeless Miracle se stáhli z hudební scény. Na tu se vrátili až v roce 2014, kdy nahráli cover písně „FullMoon“ od Sonaty Arcticy na tributní album A Tribute to Sonata Arctica. V květnu 2017 pak kapela zveřejnila část nové písně „Voices from the Past“ z připravovaného alba Under the Moonlight a dodala, že jí zbývá dokončit pár posledních písní.

## Sestava
- Mikael Holst – zpěv, basová kytara
- Fredrik Nilsson – klávesy, kytara
- Kim Widfors – bicí

Bývalí členové
- Jaime Salazar – bicí
- Sten Möller – kytara

## Diskografie
- Into the Enchanted Chamber (2005)
- Under the Moonlight (bude oznámeno)